# دانگ تای سون
دانگ تای سون (انگلیسی: Đặng Thái Sơn; ۲ ژوئیهٔ ۱۹۵۸ – ) نوازنده پیانو، و آهنگساز اهل کانادا بود. وی از سال ۱۹۷۶ میلادی تاکنون مشغول فعالیت بوده است.
وی همچنین برندهٔ جوایزی همچون رقابت بین‌المللی نوازندگی پیانو شوپن شده است.